# (3369) Freuchen
(3369) Freuchen est un astéroïde de la ceinture principale.

## Description
(3369) Freuchen est un astéroïde de la ceinture principale. Il fut découvert le 18 octobre 1985 à Brorfelde par l'observatoire de Copenhague. Il présente une orbite caractérisée par un demi-grand axe de 3,04 UA, une excentricité de 0,14 et une inclinaison de 8,0° par rapport à l'écliptique.

## Compléments